# Postament (Heraldik)
Als Postament bezeichnet man in der Heraldik ein ornamentales oder der Natur nachgebildetes Grundelement, auf welchem der Wappenschild ruht und auch die Schildhalter stehen. 
Es gehört zu den Prachtstücken, wird aber nicht direkt in der Blasonierung (Wappenbeschreibung) umfangreich erklärt. Das Podest oder die Konsole, wie es auch genannt wird, erfährt nur eine kleine Erwähnung, wenn es um den Stand der Schildhalter geht. 

Wappen des Fürstentums Schwarzburg-Rudolstadt, mit auf Postament stehenden Schildhaltern

Oft sind diese Standunterlagen mit rankenden Pflanzen versehen oder die Schleife mit der Wappendevise ist voluminös drapiert. In Wappen ist auch die Darstellung von Rasen (so im Wappen von Großbritannien und Nordirland) oder anderen Standflächen möglich. Der Rasen wird grün tingiert, dies war in der älteren Heraldik unbekannt. Er hat besonders im Wappenschild die Funktion des Dreiberges übernommen. Selbst die Schleife für die Devise wird gewählt. Wichtig ist, dass die schildtragenden Figuren nicht frei im Raum stehen. Bei großen vollständigen deutschen Wappen gehört nicht der Wappenmantel, sondern das Wappenzelt dazu. 
Ausländische Wappen sind ähnlich den deutschen, wenn die Geschichte der Heraldik auf gleiche Wurzeln zurückzuführen ist. Anderenfalls sind große Abweichungen zu erwarten.